# Sandschak Zor

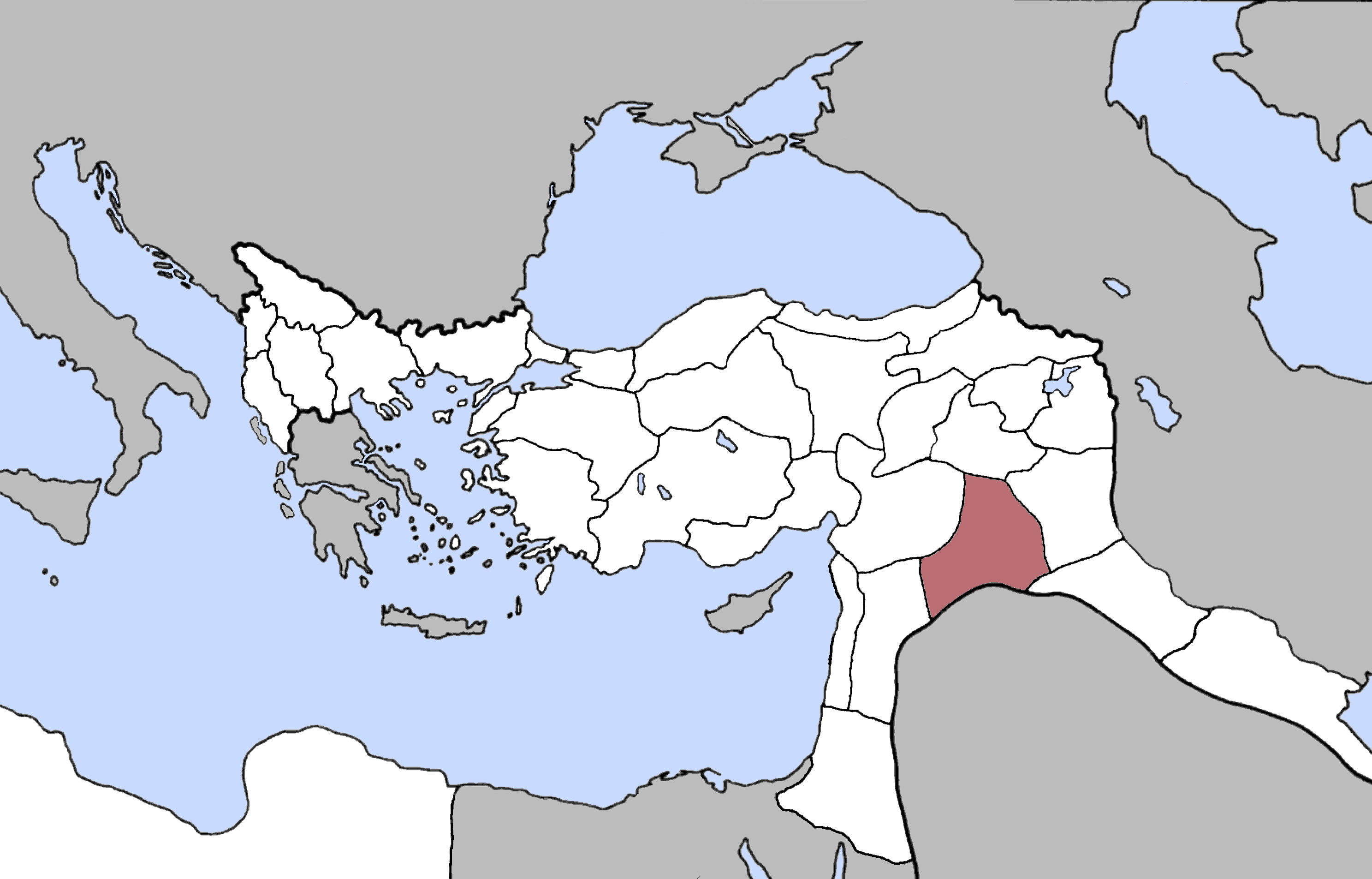
Das Sandschak Sor um 1900

Das Sandschak von Sor (osmanisch سنجاق زور, türkisch Zor sancağı oder Deyr-i Zor Vilayeti) war ein Sandschak des Osmanischen Reiches bis 1917. Es wurde 1857 als eigenständiges Sandschak vom Eyâlet Bagdad abgespalten und war um das Jahr 1876 Teil des Vilâyets von Aleppo.
Die Hauptstadt war Deir ez-Zor am rechten Ufer des Euphrat, das die einzige bedeutende Stadt des Sandschaks war. Zu Beginn des 20. Jahrhunderts hatte das Sandschak eine Fläche von insgesamt 100.000 km², und eine geschätzte Bevölkerungszahl von 100.000 Einwohnern, zumeist arabische Beduinen-Nomaden, aber auch einheimische Armenier. Die Hauptstadt war vor ihrer Ernennung zum Verwaltungszentrum des Sandschaks ein Dorf.
Während der Völkermorde an den Armeniern und den Aramäern befanden sich im Sandschak zwei Konzentrationslager: Das KZ Deir ez-Zor und das KZ Resülayn. Der Nachfolger der Sandschaks ist das heutige syrische Gouvernement Deir ez-Zor.

## Verwaltungsgliederung
Die Kazas des Sandschaks Zor waren:
1. Kaza von Deyr
2. Kaza von Resü'l-Ayn
3. Kaza von Eschare
4. Kaza von Ebukemal